# Polincove
Polincove – miejscowość i gmina we Francji, w regionie Hauts-de-France, w departamencie Pas-de-Calais.
Według danych na rok 1990 gminę zamieszkiwały 453 osoby, a gęstość zaludnienia wynosiła 95 osób/km² (wśród 1549 gmin regionu Nord-Pas-de-Calais Polincove plasuje się na 814. miejscu pod względem liczby ludności, natomiast pod względem powierzchni na miejscu 699.).